# Raymonda

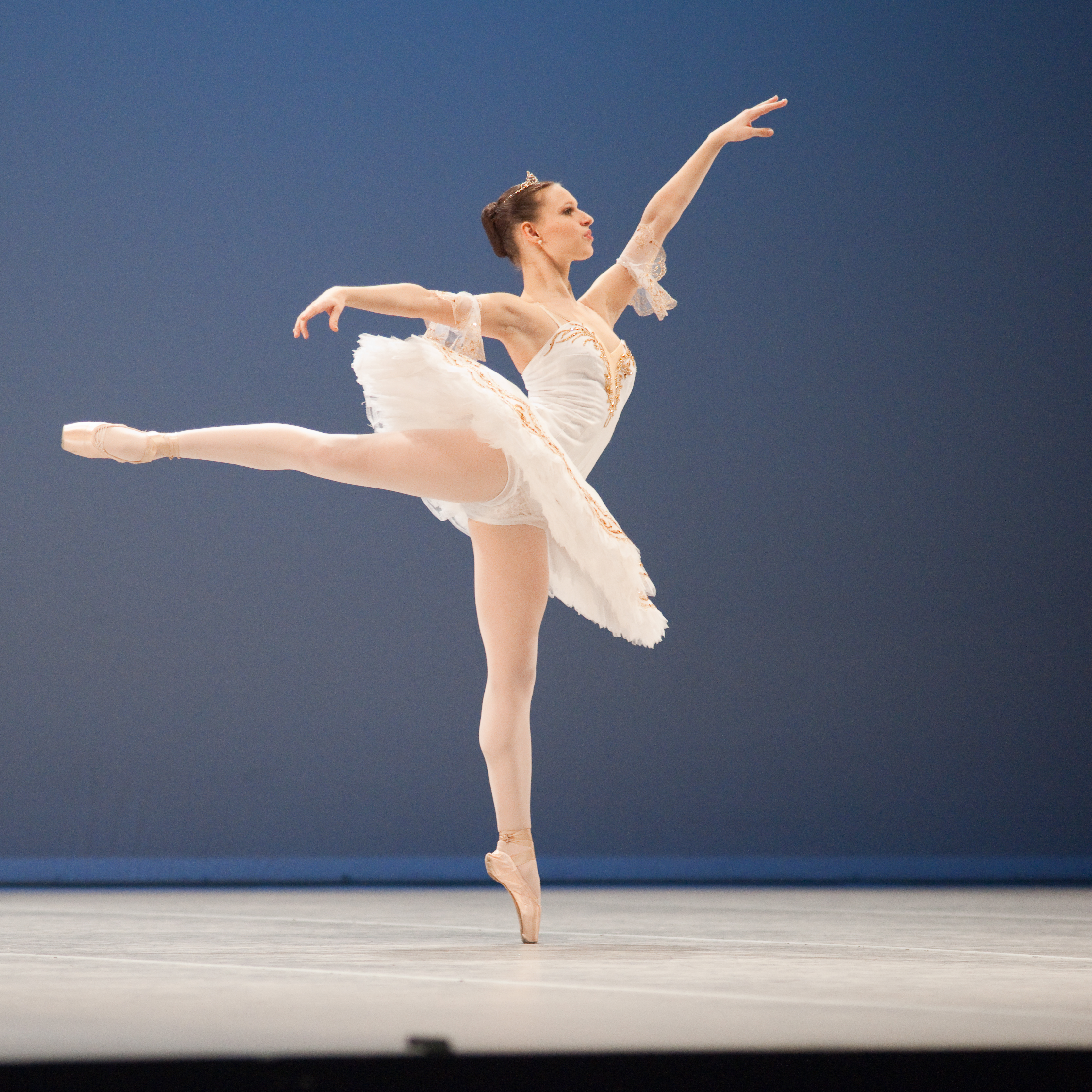
Réda Sári i Raymonda. 2010

Raymonda är en balett i tre akter, koreograferad av Marius Petipa och med musik av Aleksandr Glazunov. 

## Historia
Baletten hade urpremiär på Mariinskijteatern i Sankt Petersburg 1898. Under sovjettiden reviderades den först av Vasilij Vainonen 1938 och därefter av Nikolaj Sergejev 1948. En förkortad version sattes upp vid Ballet Russe de Monte Carlo 1946. Rudolf Nurejev arbetade om baletten flera gånger, efter sitt avhopp till väst 1961, och satte upp den både i full längds- och förkortade versioner. Baletten har en löjlig handling, men detta faktum uppvägs av Glazunovs vackra tonsättning och Pepitas kreativa koreografi. Nurejev har försökt att ge handlingen mera logik, bland annat genom att utöka Raymondas drömscen i första akten. Han utökade 1969 tredje akten och det är den versionen från Royal Ballet utan handling, som därefter vanligen spelas.

## Handling
Raymonda, som är trolovad med Jean de Brienne, firar födelsedag. Jean, som väntas komma nästa dag, har skickat henne några presenter i förväg. En av dessa är ett broderat porträtt av honom. En annan man, Abderman, anländer och försöker att uppvakta Raymonda. Senare drömmer Raymonda att Jean framträder ur sitt porträtt för att dansa med henne, men när hon vaknar ser hon bara Abderman som ännu en gång försöker kurtisera. 
Festligheterna fortsätter, och Abderman bjuder upp Raymonda till dans. Han och hans vänner försöker då enlevera Raymonda, men då infinner sig Jean. Han och Abderman duellerar, och Abderman dödas. 
Efter denna dramatik avslutas baletten med bröllopsfirande för Raymonda och Jean.